# Sint-Sebastianuskerk (Herkenbosch)
De Sint-Sebastianuskerk in Herkenbosch, gelegen in de gemeente Roerdalen in de Nederlandse provincie Limburg, is een historisch kerkgebouw aan de Hoofdstraat en het Kerkplein. De kerk, gewijd aan Sint-Sebastianus, heeft een priesterkoor dat is aangewezen als rijksmonument.

## Geschiedenis
De parochie Melick en Herkenbosch werd voor het eerst vermeld in 1190. Tot 1795 deelden beide dorpen dezelfde pastoor, waarna Herkenbosch een zelfstandige parochie werd en een eigen pastoor kreeg. In de 13e eeuw werd een mergelstenen kerk gebouwd, waarvan het priesterkoor bewaard is gebleven.
In de periode 1886-1889 werd de kerk vergroot in neoromaanse stijl, naar een ontwerp van architect Johannes Kayser. Hierbij werd onder meer de toren verhoogd en voorzien van een nieuwe spits. Een verdere uitbreiding volgde in 1924, onder leiding van architect Caspar Franssen. Tijdens deze verbouwing werd de toren vervangen en werd de kerk uitgebreid aan de noord- en zuidzijde.
Tijdens de Tweede Wereldoorlog, in februari 1945, werd de kerk deels verwoest door terugtrekkende Duitse troepen. Het priesterkoor bleef behouden, maar op advies van architect Joseph Franssen werd het onherstelbare deel gesloopt. De wederopbouw vond plaats tussen 1948 en 1949, onder leiding van architect Harry Koene met Frits Peutz als supervisor. De oude fundamenten en zuilen werden hergebruikt, en de kerk werd op kerstavond 1949 opnieuw in gebruik genomen.
De kerk werd zwaar beschadigd door de aardbeving bij Roermond in 1992. De gemeenschap had kort daarvoor al een half miljoen gulden ingezameld voor een geplande restauratie, maar de schade door de aardbeving vereiste aanvullende middelen. De volledige restauratie, inclusief het herstel van het 14e-eeuwse priesterkoor, kostte bijna 2,7 miljoen gulden. Het Fonds Cultureel Erfgoed droeg 2,3 miljoen bij aan de herstelwerkzaamheden. In 1994 werd de toren herbouwd en kreeg een nieuwe spits van 17 meter hoog en 18 ton zwaar. De spits werd voorzien van een wereldbol, een kruis en een zeven meter hoge haan.

## Opbouw
De kerk is een georiënteerde bakstenen hallenkerk met een westtoren in een westwerk. Het vierbeukige schip bestaat uit vier traveeën, terwijl het vroeggotische mergelstenen priesterkoor één travee en een vijfzijdige koorsluiting heeft. Het middenschip is bedekt met een zadeldak, terwijl de zijbeuken elk per travee voorzien zijn van dwarsgeplaatste zadeldaken. Het koor heeft eveneens een zadeldak, en de koorafsluiting wordt gedekt door een polygonaal schilddak.